# EICAR
La prueba EICAR (nombre oficial: EICAR Standard Anti-Virus Test File) es una prueba, desarrollada por el European Institute for Computer Antivirus Research (en español Instituto Europeo para la Investigación de los Antivirus Informáticos) y por Computer Antivirus Research Organization (en español Organización de Investigación de los Antivirus Informáticos), para probar la respuesta de los programas antivirus en el equipo. La razón detrás de esto es permitir a las personas, empresas y programadores de antivirus, probar su software sin tener que utilizar un verdadero virus informático que pudiera causar daño real al no responder el antivirus correctamente. El Instituto Europeo para la Investigación de los Antivirus Informáticos, compara el uso de un virus vivo para probar el software antivirus como el establecimiento de un fuego en un cubo de basura para poner a prueba una alarma de incendio, y promueve el archivo de prueba EICAR como una alternativa segura.
La prueba EICAR consiste en un archivo que sirve para comprobar hasta dónde analizan los programas antivirus, o si estos están en funcionamiento. La ventaja que tiene sobre otras comprobaciones es que el equipo queda libre de riesgos. Se trata de un inofensivo archivo de texto. Esta prueba sólo sirve para comprobar el comportamiento del programa antivirus y en qué circunstancias detecta el antivirus los archivos infectados, pero no indica qué virus es capaz de detectar el antivirus o el nivel de eficacia del antivirus.

## Archivo de prueba EICAR
El archivo de prueba consiste en copiar la siguiente cadena de caracteres en el bloc de notas y guardarlo en un archivo con la extensión .com: 

Un antivirus con protección en tiempo real debería detectarlo inmediatamente. Un escaneo en busca de virus también debería detectarlo, incluso si está dentro de un archivo comprimido sin contraseña.
Para que la prueba funcione, los programadores de antivirus deben establecer la cadena de EICAR como un virus verificado como cualquier otra firma. Un escaneo de virus, al detectar el archivo, responderá exactamente de la misma manera que si se encontrara un código realmente perjudicial. Su uso puede ser más versátil que la detección directa: un archivo que contiene la cadena de prueba EICAR puede ser comprimido o archivado y, a continuación, el software antivirus se puede ejecutar para ver si se puede detectar la cadena de prueba en el archivo comprimido.

## Enlaces
- Sitio Web de EICAR Archivado el 7 de enero de 2010 en Wayback Machine.

- Datos: Q1889416